# Llum de peu GATCPAC
Llum de peu GATCPAC és un llum fet pel Grup d'Arquitectes i Tècnics Catalans per al Progrés de l'Arquitectura Contemporània (GATCPAC) a finals dels anys 20 o principis dels anys 30 del segle xx. Es tracta d'un llum on es pot veure la influència germànica que va tenir el grup. Es conserva molt poca documentació sobre el procés de disseny i creació d'aquest. Bàsicament es concentra en dues referències, l'una provinent de l'arquitecte madrileny García Mercadal, que es mostra interessat per adquirir-ne alguns exemplars (març de 1932) i l'altra, escadussera, on s'esmenta aquest objecte dissenyat per ells (novembre de 1932), segons la correspondència que es troba a l'arxiu del Col·legi Oficial d'Arquitectes de Catalunya i Balears.

## Història
El GATCPAC (Grup d'Arquitectes i Tècnics Catalans per al Progrés de l'Arquitectura Contemporània), creat al desembre de 1930 fou l'introductor de les idees racionalistes a Catalunya. L'abril de 1931, el grup obria la seu social al passeig de Gràcia de Barcelona, que no feia solament les funcions de lloc de reunió de tots els socis d'aquesta agrupació, sinó que també, com evidenciava el gran rètol de la façana Construcció i Amoblament de la Casa Contemporània, era l'espai destinat a presentar i exposar materials relacionats amb la construcció moderna i amb l'agençament interior.
Els primers anys d'activitat del GATCPAC el seu ideari estava molt influenciat pel que s'havia produït en l'àmbit internacional i, sobretot, en el context germànic, i això va comportar que en aquells primers anys el mobiliari de Mies van der Rohe o el de Marcel Breuer –que es venien a l'esmentada botiga– propiciés un interès pel mobiliari fet a base de tub i de superfícies llises de vidre. Deu correspondre, doncs, a l'activitat d'aquests anys el moment en què el GATCPAC elabora aquest llum de peu.
Des de 1995, la firma Santa & Cole, Ediciones de Diseño, S.A., n'ha reprès la fabricació i, malgrat ser un producte del col·lectiu del GATCPAC, s'ha volgut atribuir a Josep Torres Clavé.

## Característiques
El caràcter funcionalista del llum recau, precisament, en la forma com ha estat resolt. A partir d'un estilitzat peu de base circular plana, s'alça un tub de secció cilíndrica per acabar en una pantalla campaniforme, a l'interior de la qual s'acobla una bombeta. L'enginyosa articulació de la pantalla permet orientar-la, malgrat que la concepció privilegia que la pantalla s'orienti sempre cap al sostre per donar una llum més indirecta a tot l'espai. Es tracta, doncs, d'un objecte ambiental per a l'agençament interior en què les preocupacions de l'època, ja iniciades per Frank Lloyd Wright uns quants anys abans, van comportar que l'arquitectura fos també modelada per la llum.

## Presència a col·leccions
Dues són les versions que, en algunes col·leccions privades de Barcelona, se'n conserven i no hi ha diferències en el plantejament, ja que la variació prové només del material. L'una és feta d'alumini repussat a la pantalla en el punt on té el joc d'orientació, i l'altra és una versió feta en llautó, de manera que n'adquireix la tonalitat daurada. El Museu del Disseny de Barcelona en conserva un exemplar.